# Caio Petrônio Pôncio Nigrino
Caio Petrônio Pôncio Nigrino (em latim: Gaius Petronius Pontius Nigrinus), provavelmente nascido Caio Pôncio Níger (em latim: Gaius Pontius Niger), foi um senador romano eleito cônsul em 37 com Cneu Acerrônio Próculo. Era provavelmente filho de Lúcio Pôncio Nigrino, pretor erário em 20 e irmão de Pôncio Labeão. Possivelmente foi adotado por Caio Petrônio, cônsul em 25, da gente Petrônia, o que lhe valeu seu nome quádruplo.

## Carreira e família
Tibério morreu em 16 de março de 37, durante seu mandato. O Senado ofereceu a Calígula, seu herdeiro, a possibilidade de assumir o trono imediatamente, mas ele preferiu esperar o final do mandato de seis meses dos dois cônsules já no cargo.
É provável que Públio Petrônio Níger, cônsul sufecto em 62, tenha sido seu filho.